# Sakon Nakhon (stad)
Sakon Nakhon (Thai: สกลนคร) is een stad in Noordoost-Thailand. Sakon Nakhon is hoofdstad van de provincie Sakon Nakhon en het district Sakon Nakhon. De stad telde in 2000 bij de volkstelling 65.725 inwoners. Nabij de stad is een basis van de Koninklijke Thaise luchtmacht gelegen.